# Zündapp

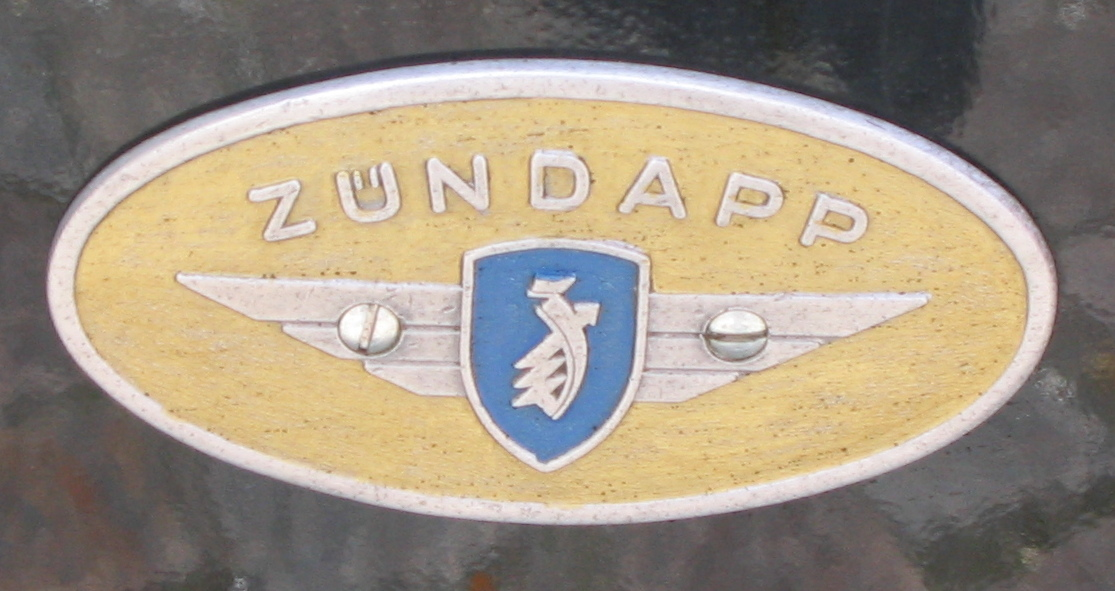
Logo Zündapp

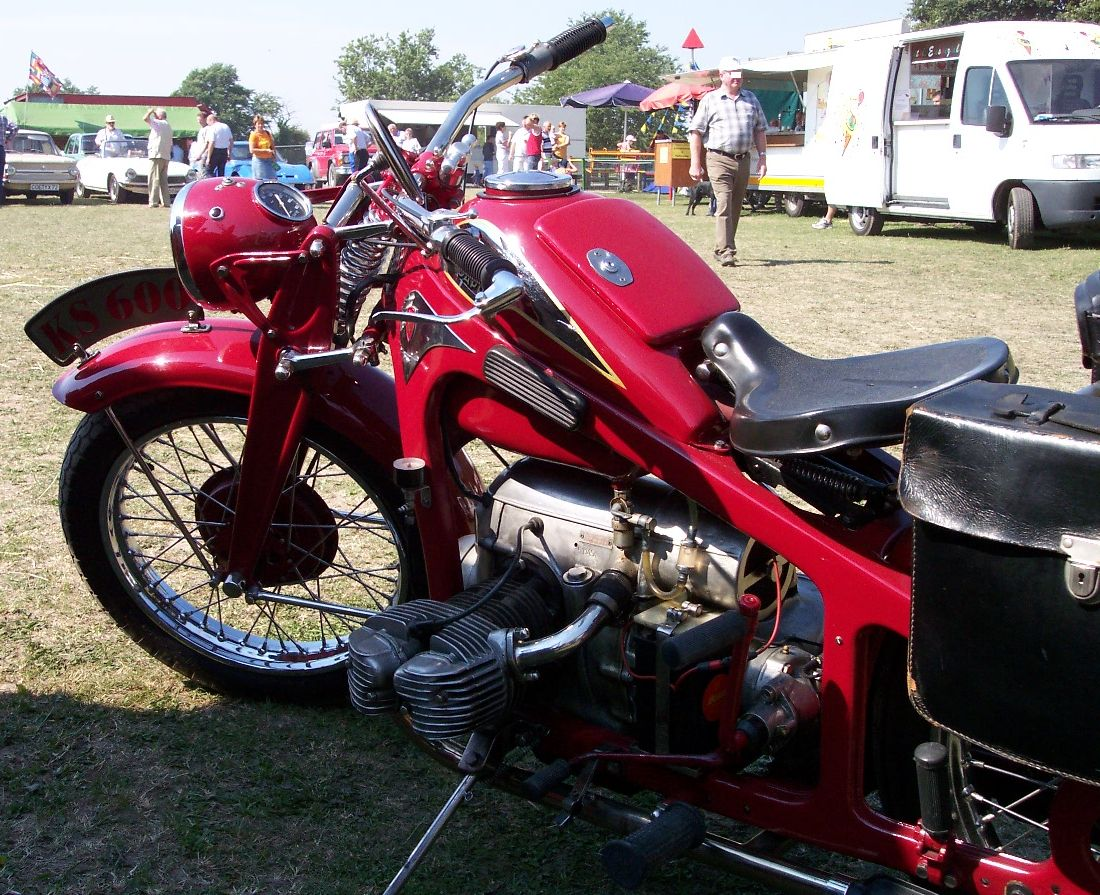
Zündapp KS 600

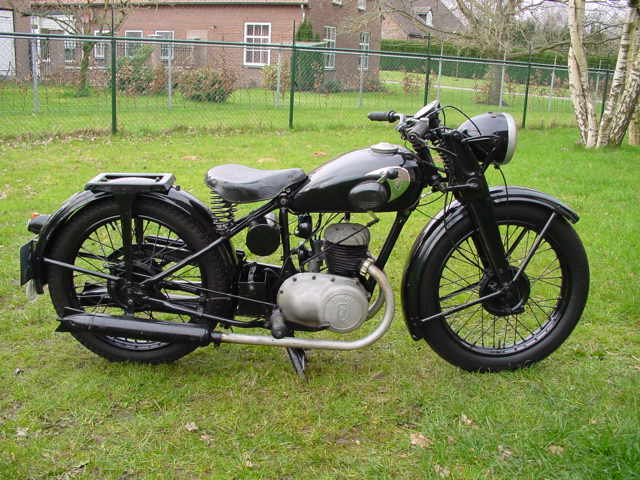
Zündapp DB 200 z 1940 roku

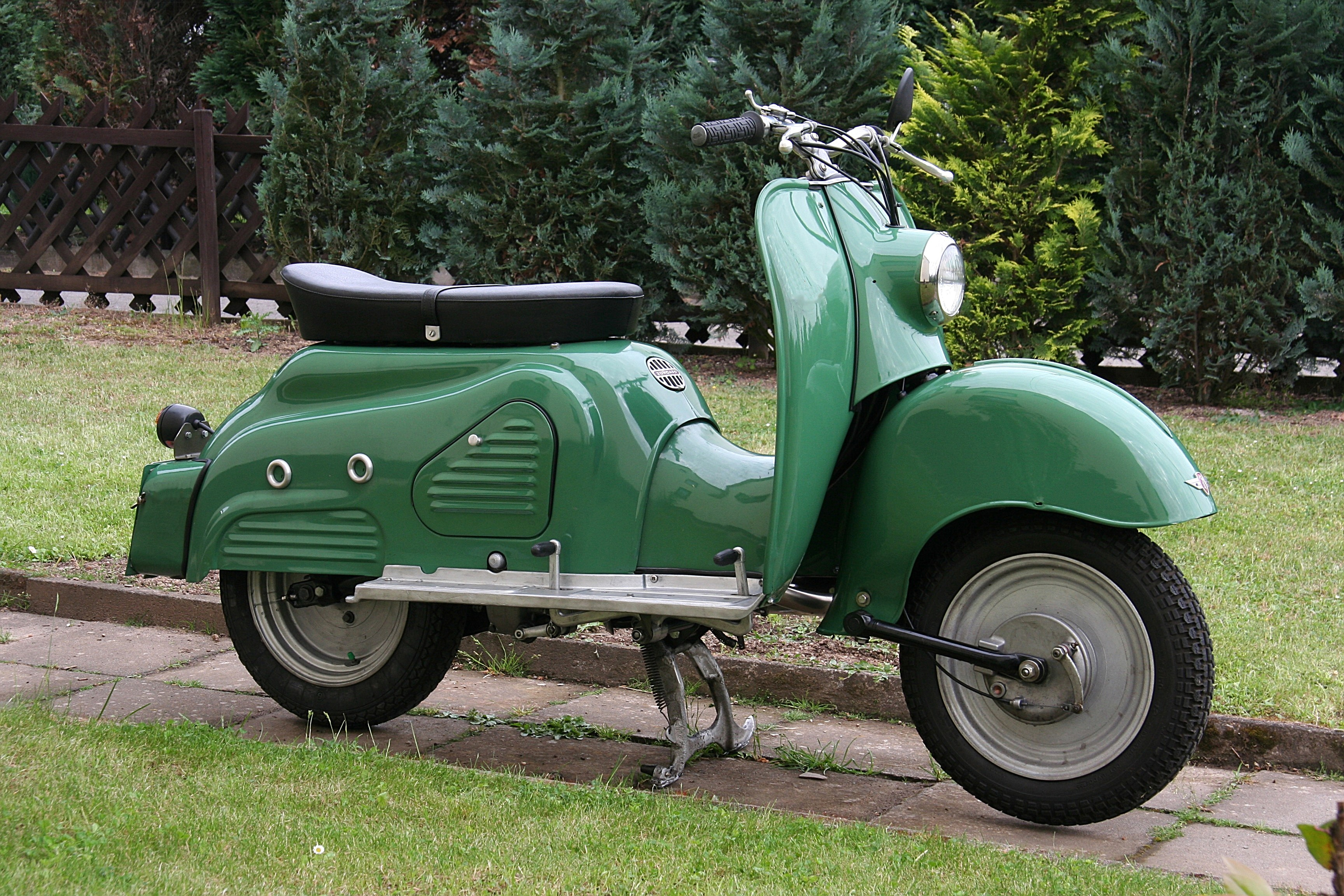
Skuter Zündapp Bella

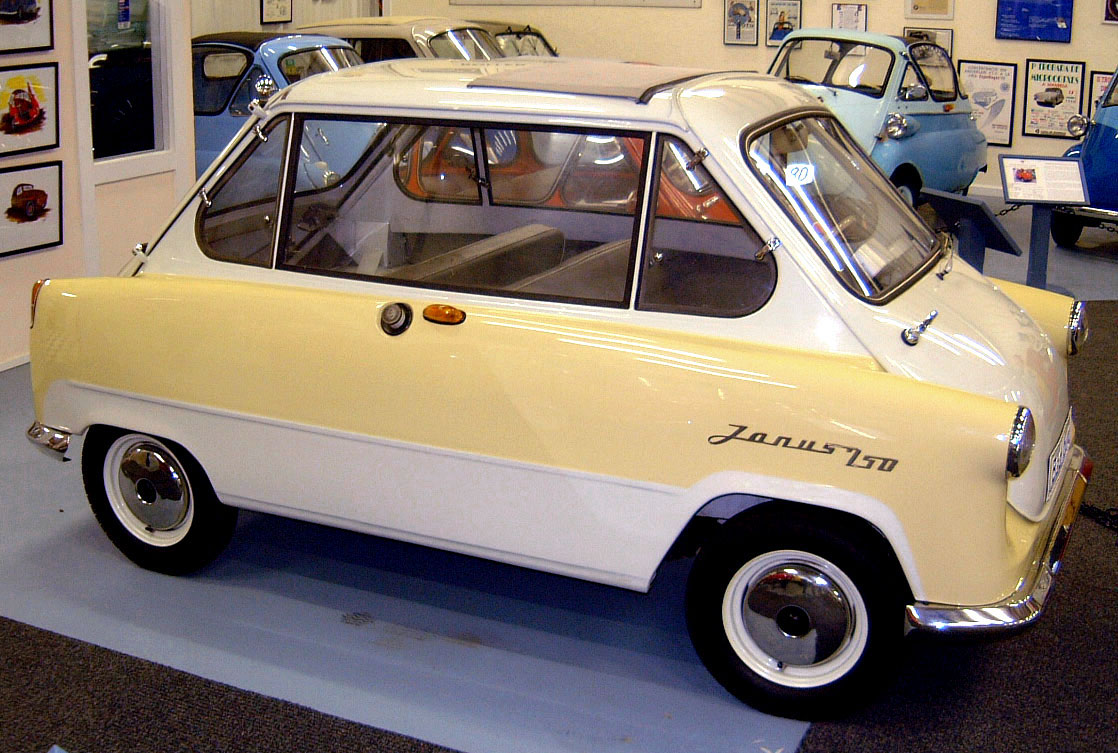
Zündapp Janus

Zündapp – niemieckie przedsiębiorstwo produkujące motocykle, założone w 1917 r. w Norymberdze.

## Historia
Zakłady Zündapp zostały założone w dniu 17 września 1917 r. przez Fritza Neumeyera i Apparatebau GmbH. W  1919 roku jedynym właścicielem firmy był Fritz Neumeyer. W pierwszych latach produkcji firma zajmowała się produkcją maszyn do szycia.
Pierwszy motocykl został wyprodukowany w 1922 r. Był to Z 22, konstrukcja o pojemności 211 cm³, z trójkanałowym cylindrem, która została później poprawiona i zastąpiona przez Z2G, którego z kolei w 1924 r. zastąpił model K 249 – 249 cm³ i 3,5 KM. W roku 1929 K 249 został ulepszony i wersję tę produkowano seryjnie. Był to model jednocylindrowy o mocy 4,5 KM z dwusuwowym silnikiem. Ważył 85 kg. Ze względu na jego niezawodność i solidność był bardzo popularny. W 1927 r. wyprodukowano 8348 sztuk, a rok później wyprodukowano 16 877 sztuk. 1 kwietnia 1928 r. weszły w życie zwolnienia podatkowe dla wszystkich motocykli i rowerów z silnikami do 200 cm³. Zündapp już w czerwcu 1928 r. wypuścił jeden model o pojemności 198 cm³. Przedstawiono również model dwutłokowy z zewnętrznym kołem zamachowym.
W latach 1928/29 trwały intensywne prace nad udoskonaleniem i wzmocnieniem konstrukcji. Efektem tych prac był Z 300 z trzykanałowym cylindrem i 298 cm³ pojemności skokowej. Wyposażony był w zewnętrzne koło zamachowe, rozwijał moc 9 KM przy 3200 obr./min.
W 1930 r. Zündapp produkował motocykle 499 cm³ w systemie OHV. Silniki były produkowane w Rudge w Anglii. Modele S miały moc 18, a SS 22 KM.
W 1932 roku pojawił się motorower o pojemności 170 cm³. Rok później na rynku pojawiły się całkowicie nowe modele Zündappów. Dwa z silnikami dwusuwowymi o pojemności 198 cm³ oraz 346 cm³, czterosuwowymi 498 cm³ z napędem kardana (Kardanmaschinen) w systemie OHV i 598 cm³ z dwucylindrowym silnikiem bokser i największym z serii All Time Machine Displacement Zündapp z 796 cm3 silnikiem o czterech cylindrach i prasowaną stalową ramą.
W 1933 roku, wyprodukowano 100 000. egzemplarz Zündappa, w 1936 150 000., a w 1938 roku 200 000.
Do celów wojskowych produkowano Zündappy KS 750, z silnikiem o pojemności skokowej 746 cm³, dwucylindrowym bokserem z napędzanym wózkiem bocznym i biegiem wstecznym.
W 1942 roku wyprodukowano 250 000. motocykl Zündapp.
Po II wojnie światowej, fabryka w Norymberdze była prawie kompletnie zniszczona. Zündapp produkował małe silniki o pojemności 49 cm³ w swoich zakładach w Monachium.
Fabryka w Norymberdze została uruchomiona ponownie w 1947 r. Produkowano w  niej głównie pojazdy dwukołowe, głównie typu DB 201 ze 198 cm³ i 7,5 KM, które były zmodyfikowanymi wersjami przedwojennych modeli DB 200.
W 1951 r. rozpoczęto produkcję słynnego Elephanta KS 601 dwucylindrowego boksera z silnikiem o pojemności skokowej 598 cm³ i teleskopowym widelcem oraz miękkim zawieszeniem tylnego koła. W latach 50. także modele o pojemności 198 cm³ i dwusuwowych silnikach Norma i Komfort wyposażone były w teleskopowy widelec.
1953 roku wyprodukowano 400 000. egzemplarz Zündappa, a w 1954 roku 500 000.
Zündapp produkował również skutery Bella z silnikami o pojemności 148 i 198 cm³, i modele Elastic ze 198 cm³ i 10 KM oraz 247 cm³, 14 KM. W 1955 roku wyprodukowano zaawansowany model Elastic S z silnikami o pojemności 173, 198 i 247 cm³.
W 1957 r. modele produkowane były pod nazwą "Trophy".
Zmniejszająca się sprzedaż motocykli zmusiła Zündapp do budowy Janusa – małego samochodu z jednym z najpopularniejszych silników o pojemności 247 cm³.
W 1958 r. Zündapp przeniósł swoją siedzibę do Monachium.
W dniu 1 lipca 1958 r. firmę Zündapp kupiła firma Bosch.